# 메이저 (만화)
《메이저》(MAJOR)는 미츠다 타쿠야의 야구 만화 및 만화를 원작으로 한 텔레비전 애니메이션이다. 원작 만화는 소학관의 소년 만화 잡지 《주간 소년 선데이》에서 연재되고 있으며 애니메이션은 2004년 NHK에서 매년 2쿨(26화)씩 방영되어 현재 6기가 끝으로 더 이상 나오지 않았다. 같은 만화 잡지 2015년 15호부터 속편 《메이저 2nd》(MAJOR 2nd)가 발간 중이다.
대한민국에서는 원작 만화는 일본에 비해 3~4개월 정도 늦게 출간되었다.

## 개요
1994년부터 《주간 소년 선데이》에 연재 중이며 제41회 소학관 만화상을 수상한다. 2001년에 《고스트 스위퍼 미카미-극락대작전》을 제치고 소년 선데이 코믹스 최다 단행본 발권 기록을 수립했으며, 2009년 현재까지 갱신 중이다. 텔레비전 애니메이션은 2004년에 방송이 시작되어 2008년에 네 번째 시리즈를 방영하고, 2008년 겨울에는 극장판, 2003년 1월부터 5번째 시리즈 마지막 6기로 완결이다.
주인공 혼다 고로의 5세부터 현재까지 진행되고 있는 야구 일생기를 다루고 있는 장면 만화이다. 성장함에 따라 고로의 소속팀은 계속 바뀌지만, 고로의 열정으로 팀메이트의 마음을 움직여 팀이 하나가 되어 전진해 나아가는 것이 이 작품의 기본적인 스타일이다. ‘우정’이나 ‘노력’같은 소년 만화의 보편적 테마를 중심으로 더해서 ‘가족’과 ‘역경’ 또한 이 작품의 중요한 테마이다. 작품 안에는 홈런에 의한 득점이 너무 많고, 자이로볼의 묘사 등 현실과 모순된 야구 묘사도 있다. ‘역경’을 주요 테마의 하나로 삼기 위해, 고로가 입단하는 팀은 뭔가의 문제를 떠안은 약소 팀인 경우가 대부분이다.
고시엔의 스타이자 현재 와세다 대학의 야구 선수인 사이토 유우키가 이 만화를 통해 야구를 시작하는 계기가 되었으며, 구와타 마스미, 이가와 케이, 이와무라 아키노리, 다나카 마사히로 등 현역· 전 프로야구 선수에게도 팬이 많은 작품이다.

## 구성
이 작품은 내용을 중심으로 다음과 같이 나눌 수 있다.
1. 유치원편 ― 1권 1화 ~ 3권 6화
2. 리틀 리그편 ― 3권 7화 ~ 14권 55화
3. 명성동 중학편(미후네 동중편) ― 14권 56화 ~ 24권 2화
4. 거성 고교편(카이도 고교편) ― 24권 3화 ~ 33권 2화
5. 성수 고교편(세이슈 고교편) ― 33권 3화 ~ 46권 10편
6. 마이너 리그편 ― 47권 1화 ~ 54권 2화
7. 월드컵편 ― 54권 3화 ~ 65권 10화
8. 메이저 리그편 ― 66권 1화 ~ 78권 6화
9. 일본 프로야구편 - 78권 7화 ~ 78권 10화

작품에서 유치원편과 리틀 리그편 사이에는 3년, 리틀 리그편과 중학편 사이에는 4년의 공백이 각각 존재한다. 이 공백 기간을 제외하면, 작품에서 1년에서 1년 반이 지나면 작품의 무대가 새롭게 바뀌는 것이 특징이다. 리틀 리그에서 갑자기 중학편으로 공백이 있다는 것에 대해 작가는 “이 만화는 미후네 리틀 이야기가 아니라, 고로의 이야기 이므로 생략했다.” 라고 주장했다. 하지만, 극장판을 통해 후쿠오카로 전학간 고로의 리틀 야구 이야기를 볼 수 있다.

## 스토리

### 성장기

#### 유치원
고로의 아빠 혼다 시게하루는 일본 프로 야구에서 1군과 2군을 왔다갔다 하며 고군분투하는 투수였다. 고로는 그의 아빠를 우러러 보며, 아빠처럼 프로 야구 선수가 되는 것을 바라고 있었다. 그의 아빠를 제외하고 고로는 호시노 모모코와 사토 토시야와 아주 가까운 사이인데, 모모코는 고로의 유치원 선생님이며, 유치원에서 고로의 나이의 아이는 없었기 때문에 특히 관심있게 지켜보고 있었다. 토시야는 이웃에 있는 다른 꼬마로 같은 나이 또래의 유일한 친구였으며, 고로에게 야구를 배웠다.
고로는 아빠가 고질적인 팔꿈치 부상으로 투수로서의 야구 인생을 그만 두려고 하자, 구단 사무소에 찾아가 울면서 부탁했지만 어쩔 수 없었다. 그러나, 혼다는 그에게 남은 것이라고는 그의 아들과 야구밖에 없다는 것을 느끼고, 혼다의 가장 좋은 친구의 조언에 의해 타자로 전향하게 하게 되고, 성공적으로 거포로 부활하게 된다. 이런 혼란 속에서 모모코는 혼다 가족의 인생으로 깊게 더 깊게 빠져들게 된다. 결국, 혼다는 모모코에게 청혼하게 된다.
혼다가 요코하마 마린스타즈에서 주요 선수로 구축해 나가고 있을 때, 도쿄 자이언츠는 큰 체격과 빠른 볼을 무기로한 메이저 리그 선수 조 깁슨과 계약을 체결한다. 혼다의 마린스타즈와 깁슨의 자이언츠와의 대결에서 혼다를 제외하고 마린 스타즈 소속 모든 선수는 헛스윙 삼진으로 물러갔다. 오직 혼다 만이 두 번째 타석, 100마일(160 km)에 이르는 최상의 투구에서 홈런을 기록한다. 마린스타즈는 의표를 찌르는 기습 번트와 실책으로 추가점을 따내게 되고, 깁슨이 정신적으로 이성을 잃은 상황에서 혼다의 머리에 데드볼을 날리게 된다. 깁슨은 결국 퇴장 당하게 되고, 곧 일어난 혼다로 경기는 재개된다. 혼다의 놀라운 플레이로 신문 헤드라인을 장식하지만, 다음날 그의 두개골에 생긴 뇌출혈로 인해 마음에 상처를 받은 아들과 약혼녀만 남겨둔 채 세상을 뜬다.

#### 리틀 리그
3년 후, 모모코는 혼다의 죽음 이후 결혼을 하지 않은 채 고로를 양자로 키워내고, 고로는 4학년이 되어 지역 리틀 야구 팀, 미후네 돌핀스에 들어갈 충분한 나이가 된다. 하지만, 대부분의 학교 아이들은 축구에 관심이 있었고 그리하여 인원수가 부족해진 미후네 돌핀스는 해산 위기에 처했다.고로는 해산 직전인 팀을 살리기 위해 팀원들을 불러모으기 위해서 새로운 친구들과 사귀었다. 고로 자신이 매우 재능있는 야구 선수라고 생각한 돌핀스의 감독은 부족한 실력을 가진 다른 돌핀스 선수들로 인해 그의 잠재력을 낭비하지 않기 위해 좋은 선수, 코치가 있는 인근 요코하마 리틀 팀에 추천하게 된다. 고로가 방문했을 때 어린 시절 유일한 야구 친구인 토시야를 발견하고, 아버지가 여기서 야구를 해왔다는 것에 고민하게 된다. 만약 아버지의 발자취에 따라가게 되면, 결국 미후네 돌핀스에 입단하라는 친구를 배신하는 일이 된 것이었다. 고로는 이 문제로 모모코와 큰 다툼을 했고, 모모코는 혼다의 오랜 친구인 시게노 히데키를 찾아가게 되고 시게노와 이야기를 나누는 동안 모모코는 피를 토해내는 헛기침을 했으며, 병원에서 위궤양으로 밝혀졌다. 이 소동으로 시게노는 고로에게 살아있는 사람은 죽은 사람보다 훨씬 중요하다는 교훈을 깨닫게 했다.
그 시간, 조 깁슨은 일본에서 3년 동안 투수로서 활동하다가 다시 메이저 리그로 돌아왔다. 그는 고로가 미국에 여행에 와서 체류하는 모든 비용을 지불하고 깁슨이 내셔널 리그에서 피칭이 시작될 메이저 리그 올스타전을 볼 수 있도록 초대장을 보냈다. 그 게임에서 그는 아메리칸 리그의 타자들에게 오직 직구만 던지기로 선언했다. 그는 내셔널 리그의 톱타자를 차례 차례 삼진으로 연파해 6연속 삼진을 기록했다. 깁슨은 오직 직구로만 승부해 홈런을 날렸던 혼다가 얼마나 훌륭한 강타자인지 고로에게 깁슨만의 방식으로 보여주었다. 시합 이후 깁슨은 분한 마음을 마운드에서 나를 향해 마음껏 던져주길 바란다고 말했다. 이에 대해 고로는 언젠가 내가 당신과 같이 굉장한 볼을 던질 때까지 벌칙게임을 연기하자고 제안했다.
일본에 돌아온 고로는 새로운 마음 가짐으로 여러 시련과 연습 경기를 통해 지역에서 가장 최고의 팀인 요코하마 리틀을 패배시키도록 미후네 돌핀스를 이끌었다. 계속해서 포기하지 않고 싸우던 미후네 돌핀스는 마침내 요코하마 리틀에게서 승리를 쟁취하지만 승리함과 동시에 기권하였기 때문에 전국대회는 나가지 못한다. 계절의 끝, 고로의 의붓 엄마가 시게노 히데키와 결혼하고 시게노가 마린스타즈에서 이적했기 때문에 새로운 가족은 요코하마를 떠나게 되었다. 그리고 고로는 팀원들에게 언젠가는 돌아오겠다는 말만 남긴채 후쿠오카로 가게 된다.

#### 중학 야구
그의 양아버지가 다시 블루오션스로 트레이드되었을 때 다시 미후네로 돌아오고 리틀 야구 시절 친구들이 자라나던 미후네 동중학교로 전학했다. 그러나, 그가 축구부에 들어가서 축구를 하고 야구부에 들어가서 야구를 하지 않자 친구들은 놀라워하지만 나중에 후쿠오카 리틀리그에서 오른쪽 어깨에 부상을 입은 뒤로 야구부에 들어가지 않았다는 사실을 알고 이해한다. 고로는 야구부를 살리려는 코모리를 위협하는 불량 부원의 마음을 바꿔 놓고 함께 중학교 야구부를 재건한다. 팀은 지역 토너먼트에서 강한 실력을 발휘하고 4강에서 친구이자 라이벌인 사토 토시야가 있는 토모노우라 중학교 야구부를 상대로 승리하는 등 지방대회에서 우승하게 된다.
이런 모습을 본 카이도 고교의 스카우터는 고로를 특대생으로 스카웃하려고 하지만 거절하고, 토시야도 고로와 같은 미후네 고교에 진학하려고 한다. 그러나, 전국대회 1차전에 미후네동중 상대로 카이도 부속중이라는 사실을 안 스카우터는 에이스인 마유무라를 선발로 출장하게 되고, 결과는 미후네 동중의 참패로 끝나게 된다. 이에 자신이 부족하다고 느낀 고로는 토시야와 함께 카이도 고교에 가기로 마음먹는다.

#### 카이도 고교 선발
대회 후, 고로와 그의 친구 코모리, 토시야는 명문 사립 고등학교 카이도 고교 야구팀에 들어가기로 결정한다. 그러나 코모리는 테스트 도중에 토시야와의 대결에서 떨어져 실격하게 되어 미후네 고교로 가야했다. 고로와 토시야는 테스의 첫 라운드를 통과하고, 학술적인 시험이라는 난관에 부딪치게 되지만, 의지의 테스트로 밝혀지고 통과하게 된다. 중학교에 졸업한 즉시 그들은 꿈의 섬에 들어가 6개월 동안 계속 피나는 훈련을 받게 된다. 그 후 아츠기 캠퍼스에 모인 꿈의 섬팀은 특대생을 상대로 한 연습게임에서 이기게 된다.

#### 카이도 고교
고로와 토시야는 2군팀에서 팀메이트로서 함께 반년의 시간 동안 훈련에 목매달고 그 결과 150km를 넘나드는 자이로볼을 연마하게 된다. 하지만 2학년이 되고 고로는 카이도의 데이터 야구에 불만을 갖고있던 차 그들과 같은 팀으로서의 경기에 임하는 것이 아닌 팀원들을 넘어서 카이도에서 가장 우수한 선수가 되고자하는 야망을 드러낸다. 이런 고로의 생각에 토시야는 상처를 입지만 고로의 결정에 존중한다. 2군을 이끈 고로는 1군을 상대로 연습시합에서 분투 끝에 완투를 거둔다. 그리고 역전 투런 끝에 팀을 승리로 이끈다. 그리고 고로는 1군행을 택하는 대신에 새로운 야구팀으로 가게 된다.

#### 세이슈 고교
카이도 고교를 떠난 고로는 집에 도착한다. 그는 도착하자마자, 그의 어머니는 그가 아무런 상의없이 학교를 떠난 사실에 대해서 불쾌감을 표한다. 그녀는 고로에게 자신이 한 행동에 대해서 자기가 책임을 지라는 말을 하고 이에 고로도 학비나 학교의 선택 모두 스스로 해결하게 된다. 하지만, 카이도의 탑매니저 에가시라는 고로가 전학가려는 학교에 전화를 걸어 고소하겠다는 협박으로 그를 아무 학교에도 등록 하지 못하게 막는다.
고로는 결국 불과 2년 전까지 여학교였다가 남녀공학으로 전환돼 야구부가 존재하지 않은 세이슈 학교에 들어가 에가시라의 간섭을 피할 수 있게 되었다. 세이슈에 들어간 고로는 여러 난관을 거듭하면서 남자가 7명밖에 되지 않은 남학생을 모두 끌여들어 야구부를 만들게 된다. 그리고 카이도와의 가도에서 8강에 도달하게 된다. 연장전까지 치열한 승부에 토시야와 마유무라에게 삼진을 이끌었음에도 불구하고 체력 고갈과 부상으로 인해 쓰러지면서 결국 카이도에게 패배하게 된다.

### 성숙기

#### 마이너 리그 베이스볼
카이도를 상대로 패배했음에도 불구하고 세이슈 학원이 코시엔 챔피언과 유일하게 대적할 수 있는 상대로 각광받게 된다. 그 결과로 고로는 요코하마 마린스타즈와 도쿄 자이언츠를 포함해 여러 스카우트에게 입단 권유를 받게 된다. 그러나, 조 깁슨이 메이저 리그에서 아직까지 던지고 있는 것과 300승 달성 인터뷰에서 ‘일본에 있는 젊은 친구로 인해 던질 수 있었다’라는 말에 영감을 받고, 일본 프로 야구에 대해 흥미를 잃은 채 미국 메이저 리그에서 깁슨에게 도전하기로 마음먹게 된다. 반면에 사토는 도쿄 자이언츠, 마유무라는 요코하마 마린 스타즈에 발탁된다.
고로의 95마일(153 km) 애니메이션에서는 99마일이 넘는 직구에 메이저 리그 강타자들은 무능하게 당하게 되고, 가장 낮은 단계에 있는 루키 리그 대신에 메이저 리그 바로 하부인 트리플 A에서 뛰게 된다. 그가 첫 번째 입단한 곳은 쿠커스이였지만, 곧 오클라호마 팔콘스에서 온 조 깁슨 주니어와의 대결 직후 방출당한다. 결국 고로는 공격적이지만 방어에는 약한 멤피스 배츠에 입단하고 그곳에서 진지하게 자신의 직구를 완벽하게 컨트롤 할 수 있는 훈련을 시작한다.
트리플A에서 고로는 새로운 라이벌 조 깁슨의 아들 조 깁슨 주니어와 뛰어난 강타자를 발견한다. 주니어는 일본에 생활에 익숙 치 않은 어머니가 아버지와 이혼한 직후, 여동생 멜리사와 미국으로 가서 살다가 교통사고로 사망하자, 고로에게 증오를 느끼고 고로와 터무니 없는 내기를 한다. 그것은 주니어가 고로에게 홈런을 치면 당장 일본에 가서 다시 한번 미국 땅에 밟지 마라는 것이고, 반대로 고로가 주니어를 삼진으로 잡으면 고로 아버지 무덤에 사죄하겠다는 것이었다. 고로는 100마일(애니메이션: 102마일) 직구로 주니어를 삼진 시키고, 배츠를 트리플A 챔피언으로 등극시킨다.

#### 메이저 리그
월드컵의 패배에도 언제나처럼 활기찬 고로 개막전 7회까지 노히트로 힘차게 공을 뿌리던 그는 갑작스런 손 마비증상으로 인해 스스로 강판된다. 2,3번의 선발등판에도 연속적인 후반 난조를보이는 고로는 입스(심리적영향으로 생기는 마비증상)임이 밝혀지고, 마이너행과 치료를 병행한다. 깁슨의 도움으로 부활한 고로는 후반기 개막전부터 쾌조를 보이고 숱한 어려움에도 상승세를 가져간 팀은, 고로의 리그 마지막경기 투혼에 힘입어 팀은 25년만에 지구 우승. 하지만 고로는 부상으로 포스트시즌은 결장한다. 시즌 후 그의 재활에 팀에서는 큰 관심을 갖고 개인 트레이너를 두며 관리를 하고 답답하지만 묵묵히 재활프로그램을 소화하던 그는 일본으로 돌아왔을 때 시미즈와의 마음을 다시 확인하고, 8년후 월드시리즈에서 수호신으로 마무리를 하게 된다. 에필로그에 시미즈와 결혼해서 아이를 갖고 우승반지를 얻는다.

## 애니메이션
메이저는 2004년부터 NHK 교육 텔레비전의 토요일 저녁 6시 시간대에 방송을 시작했다. 원작 만화와는 큰 틀에서 많은 차이를 보이지는 않지만, 애니메이션 만의 오리지널 스토리와 실제 메이저 리그를 뛰고 있는 현역 일본 야구 선수의 감수를 통해 좀 더 사실적인 구성으로 이루어져 있다.
전 세대를 걸쳐 많은 인기를 모은 끝에 현재 야구 월드컵을 다룬 다섯 번째 시리즈가 6월 종영됐다. 6기는 2010년 4월 3일부터 방영 했다. 메이저의 마지막 시즌인 6기는 2010년 9월 25일에 25화로 대장정의 막을 내렸다.

### 등장인물
메이저의 등장인물은 주인공인 시게노 고로를 중심으로 라이벌인 사토 토시야, 평생의 숙적인 조 깁슨, 어릴 적 친구이자 히로인인 시미즈 카오루 등이 주요 캐릭터이다. 그 밖에 고로가 성장해 나가면서 여러 캐릭터와 만나는데 크게 나누어서 리틀 야구 시절, 미후네 동중학교 시절, 카이도 고교 시절, 세이슈 고교 시절, 마이너 리그 시절, 월드컵 대표 시절, 메이저 리그 시절 캐릭터 등으로 나눌 수 있다.

### 극장판
원작에서는 리틀 리그편과 미후네 동중학편 사이, 애니메이션에서는 1기와 2기 사이에 해당되며 후쿠오카에서 고로의 성장을 그린 〈극장판 메이저 우정의 1구〉(劇場版MAJOR メジャー 友情の一球)가 2008년 12월 13일에 토호 배급으로 공개되었다. 또, 이 극장판과 연결되는 스토리인 〈메이저 비기닝〉을 수록한 스페셜 DVD가 11월 28일에 세븐일레븐 한정으로 특별 판매된 이후 아마존 닷컴에서도 판매되었다.

## 현실과의 관계

### 프로 야구 구단
이 작품에서는 실재하는 프로야구 구단을 모델로 한 구단이 등장한다. 스토리와 크게 관계가 있는 구단은 다음 두 개 구단이다.
요코하마 마린스타즈
고로의 친아버지인 혼다 시게하루나 의붓 아버지 시게노 히데키, 마유무라 켄 등이 소속되었거나 현재 활동 중이다. 애니메이션에서는 요코하마 블루오션스라고 나온다. 모델은 요코하마 베이스타스이며 팀컬러는 파랑, 애니메이션에서는 다르지만, 원작에서는 유니폼 디자인이 거의 같다. 성적은 별로 좋지 않은 구단으로 그려지고 있어, 마유무라가 입단한 해(마이너 리그편)는 리그 최하위였다. 무대를 요코하마로 선택한 이유에 대해 작가는 교통편도 좋고, 도쿄와 달리 후지산이 그려져도 이상하지 않는다고 말했다.
도쿄 자이언츠
조 깁슨, 사토 토시야, 이승남(이승엽이 모델), 마츠이 등이 소속되어 있다. 애니메이션에서는 도쿄 워리어즈로 팀컬러는 빨간색이며, 모델은 요미우리 자이언츠이다. 원작에서의 유니폼도 모델의 거인과 비슷하다. 조 깁슨이 “돈을 많이 줘서 왔다.”라고 일본 방문 회견에서 말한 일이나, 고로의 드래프트 지명 타진시의 금액 제시에 대해 시게노 히데키가 “역시 부자 구단”이라고 발언 하는 등 돈에 관한 강한 이미지가 그대로 나타나 있다. 사다야 스케이의 만화 《난토 마고로쿠(なんと孫六)》에서도 동명의 구단이 등장한다.

### 프로 야구 선수
월드컵편에는 실제 프로 야구 선수들을 모델로 한 등장 인물이 다수 등장한다. 이에 대해 작가는 작품의 성격상 현실에 활약하는 선수들을 무시할 수 없었다고 말했다.

### 실제 룰에 대한 설명
- 일본 현실 리틀 리그 토너먼트전에서는 1명의 투수는 6이닝까지만 던질 수 있다. 게다가 다음 시합에서는 전회 시합에서 한 이닝까지만 던진 투수밖에 나올 수 없다.
- 리틀 리그에서는 투수가 던진 볼이 홈베이스 위를 통과할 때까지 주자는 베이스에서 벗어날 수밖에 없는 룰이기 때문에, 투구 모션 중 도루는 할 수 없다.
- 세이슈 고교 대 쿠리야마 전 9회에 세이슈의 타시로가 친 높이 날아가는 공을 외야수가 공을 잡은 뒤 스탠드에 떨어트리는 플레이를 홈런으로 인정하지만, 실제 룰에서는 공을 잡은 뒤 야수가 스탠드에 떨어트려도 타자는 아웃이다.
- 실제 고교 야구 대회에서 선수의 등번호를 변경하는 것은 금지되어 있지만, 애니메이션 시즌3 10회부터는 고로의 등번호가 1에서 10으로 변경되었다.

## 게임
i-MODE용 게임 컨텐츠 〈메이저 드림〉
2007년 7월 21일에 주식회사 T2i 엔터테이먼트에서 드라마틱 베이스볼 게임 사이트를 통해 〈메이저 드림〉이 릴리즈되었다. 웹을 이용한 대전 카드게임 〈드림 메이커〉와 i애플리케이션에 의한 리얼 타임 통신 대전 게임 〈드림 스테이지〉를 즐길 수 있다. 또, 대기 화면 등도 다운로드 할 수 있다. 개발과 운영은 주식회사 아르포스 엔터테이먼트가 맡았다.
Wii용 소프트 메이저 Wii 〈던져라! 자이로볼〉
2008년 2월 7일, 다카라 토미에서 발매되었다. 개발원은 육면당(六面堂)이며, 애니메이션 3기를 배경으로 하였다. 조작 설명을 건너뛸 수 없거나 1구마다 무비가 삽입되는 등 과잉 연출 때문에 시합의 템포가 느려서 하나의 시합 플레이 시간이 매우 길어지는 점이 플레이어들에게 악평이 되었다.
Wii용 소프트 〈메이저 Wii 퍼펙트 클로저〉
2008년 12월 11일에 다카라 토미에서 발매되었다. 개발원은 드림 팩토리이며, 애니메이션 4기를 배경으로 하였으며 〈던져라! 자이로볼〉의 속편에 해당된다. 가끔씩 주심과 타자가 투수에 등을 돌리고 있고, 포수가 유격수 오버된 타구를 잡으러 달려가거나, 야구의 룰에 맞지 않는 판정이 이루어지거나 시합 전개와 결과를 무시하고 스토리가 진행(최종전에서는 9회 종료시점에 점수차가 나있어도 연장전에 돌입하고, 시합에 진다고 해도 우승했다고 나온다.)되고, 그 밖에 무수한 버그들 때문에 패미통 크로스 리뷰에서도 40점 만점의 15점(최저 12점)을 받게 된다.
닌텐도 DS용 소프트 〈메이저 DS 드림 베이스볼〉
2008년 7월 31일에 다카라 토미에서 발매되었다. 개발원은 아메디오이며 애니메이션 3기, 4기를 배경으로 하였다.

## 그 외
신작 일러스트
도쿄 야쿠르트 스왈로스의 정보 무료 잡지 〈ondo〉의 vol. 5의 8, 9 페이지, 〈message to swallows MY OPINION〉 제 1회에 미쓰다 다쿠야와 대담에서 9페이지에 야쿠르트의 줄무늬 유니폼(등번호 56)을 입은 고로가 새로 게재된 일이 있다.
미즈노와의 계약
스포츠 메이커 미즈노에서 2005년 3월부터 1년간 고로에 대해 독점적으로 야구 용구를 제공하는 계약을 맺었다. 금액은 밝히지 않았고, 만화에서 고로의 글로브나 배트 모두 미즈노의 용구를 사용하고 있으며, 조연도 마찬가지로 사용되고 있다. 이 계약은 미즈노가 출판사인 소학관에 계약금을 지급했고, 작가에게 일부를 전달했다.
월드 베이스볼 클래식
작품에서 메이저 리거들이 참여하는 세계 대회로서 월드컵이 봄에 개최되고 있지만, 그 후 현실에서도 2006년 봄에 월드 베이스볼 클래식(WBC) 제 1회 대회가 개최되었다. 월드컵편 연재 시작 시기에는 WBC의 개최가 결정되지 않았다는 점에서 작품에서의 월드컵과 현실에서의 WBC나 야구 월드컵과의 룰 등이 약간 다르다. WBC의 일본 우승이 결정되었을 때 웹 선데이에서 작가의 멘트에 의하면 어디까지나 메이저는 픽션이므로 실제 결과가 만화에 미칠 영향은 전혀 없다고 밝혔다. 단, 메이저에서의 월드컵 경기장은, 제 1회 WBC 준결승 경기장의 펫코 파크가 모델이며, WBC의 연투 제한 룰도 작품에 존재한다.
만화 《구도 군》와 공통점
주인공이 강속구 투수, 에이스 4번, 유소년기에 아버지의 죽음, 의붓 아버지, 의붓 어머니, 친아버지와 의붓 아버지 모두 프로야구 선수, 후쿠오카에서의 유소년기, 후쿠오카에서 관동지역으로 이사한 이유가 프로야구 선수인 의붓 아버지의 구단 이적, 고등학교 시절에서는 최강팀에서 최약팀으로 들어가는 부분, 주인공과 영원의 라이벌이 포수, 양부모의 친자식이 아버지나 형이 유명 야구 선수이라는 이유로 고뇌하는 장면이 있는 등 미즈시마 신지의 《구도 군》과 유사한 부분이 매우 많지만, 관련성에 대해서는 불명확하다. 주인공인 나카니시 구도와 시게노 고로는 신장 180cm, 체중 75kg으로 완전히 같다. 메이저 작가는 미즈시마 만화가 50주년 기념 기고에서 “다시 한번 읽어보면, 당시 좋아했던 미즈시마 선생님의 만화 《구도 군》과 뜻하지 않게 비슷하다.”고 말했다.
《우리들의 필드》
같은 잡지에 일찍이 연재되던 무리에다 켄이치의 《우리들의 필드》에도 주인공의 자라난 내력이나 이후 동료가 되는 라이벌의 존재까지 오버랩 되는 점이 많다. 그 이전 같은 잡지의 인기 연재물인 《간바레 겐키(がんばれ元)》도 메이저와 우리들의 필드와 같은 골자를 그리고 있다.
연재 600회 기념
연재 600회 기념으로 메이저 리거 이가와 게이, 이와무라 아키노리, 구와타 마스미가 축하 코멘트를 보냈으며, 《소년 선데이》를 통해 공개했다.

## 관련 서적
- MAJOR(캐릭터 명부) 2006년 1월 14일 발행 ISBN 4-09-120019-2
- 애니메이션 MAJOR 캐릭터 핸드북 HEROES 2006년 9월 15일 발행 ISBN 4-09-120648-4

## 관련 목록
- 메이저 (애니메이션)